# Lucio Quarantotto
Lucio Quarantotto (Venecia, 29 de abril de 1957-Mestre, 31 de julio de 2012) fue un compositor italiano, más conocido por haber escrito la letra de «Con te partirò» («Por ti volaré») a la música compuesta por Francesco Sartori para Andrea Bocelli. La canción fue grabada también como un dúo titulado "Time to Say Goodbye" de Bocelli y Sarah Brightman.
Quarantotto también escribió la letra de "Canto della Terra" y "Immenso", con música de nuevo por Sartori. Ambos fueron grabados por Bocelli en su álbum Sogno de 1999 y "Mille Lune Mille Onde", por su álbum Cieli di Toscana de 2001. "Canto della Terra" también fue más tarde grabado a dúo por Bocelli y Brightman en 2007.
Sartori y Quarantotto, trabajaron para Sugar Music, integrado por buena parte del repertorio pop de Bocelli.
Quarantotto se suicidó el 31 de julio de 2012 al saltar desde una ventana en el sexto piso de su apartamento.